# Тигіль (аеропорт)
Тигіль (ICAO: UHPG) — місцевий аеропорт, розташований за 1 км на північний схід від села Тигіль, Камчатський край. Забезпечує регулярне авіасполучення з Петропавловськ-Камчатським.
Аеропорт здатний приймати літаки типу Ан-2, Ан-24, Ан-26, Ан-28, Л-410, Як-40 тощо.

## Авіакомпанії та напрямки[1]
| Авіакомпанія                                      | Місто прибуття (аеропорт)            |
| ------------------------------------------------- | ------------------------------------ |
| Петропавловськ-Камчатський авіаційне підприємство | Петропавловськ-Камчатський (Єлізово) |